# عيسى بكر
عيسى بكر (25 ديسمبر 1952 بماليزيا - 28 أغسطس 2010) هو لاعب كرة قدم ماليزي في مركز الهجوم. شارك مع منتخب ماليزيا لكرة القدم. أما مع النوادي، فقد لعب مع نادي بينانق.